# Керч, Александр Ярославович
Александр Ярославович Керч (латыш. Aleksandrs Kerčs; род. 16 марта 1967, Архангельск[…]) — советский и латвийский хоккеист (нападающий), латвийский хоккейный тренер.

## Карьера
Родился в Архангельске, жил в историческом районе Соломбала. Имеет украинские корни. Воспитанник хоккейного клуба «Спартак (Архангельск)». В 1982 году по приглашению хоккейной команды второй лиги «Латвияс берзс» (Latvijas bērzs) переезжает жить в Ригу.
В возрасте 18 лет был призван на военную службу в погранвойсках СССР и стал выступать с 1985 года за рижский хоккейный клуб «Динамо».
В 1987 году в составе молодёжной сборной СССР участвовал в чемпионате мира среди молодёжных команд в Чехословакии (см. также Хоккейная драка в Пьештянах).
В 1988 году в составе команды «Динамо (Рига)» становится вице-чемпионом СССР по хоккею с шайбой.
В 1993 году Александр Керч был задрафтован канадским клубом «Эдмонтон Ойлерс», за который сыграл 5 игр в НХЛ.
До осени 1995 года жил в Канаде. После возвращения из Канады играл в команде «Пардаугава» (ХК «Динамо» Рига), а после его распада — за клуб латвийской хоккейной лиги «Рига Альянс».
В период с 1996 по 2006 год Керч играл в различных европейских командах: Ландсберг (en:EV Landsberg, Германия), Таппара (Финляндия), ECR Revier Löwen (en:Revierlöwen Oberhausen, Германия), Берлин Кэпиталс (en:BSC Preussen, Германия), Рига 2000 (Латвия), СКА (Россия), Волки (Vilki, Латвия), Молот-Прикамье (Пермь, Россия), IK Nyköpings NH 90 (en:Nyköpings Hockey, Швеция), ХК Гомель (Беларусь), REV Бремерхафен (Германия) и Химик (Воскресенск, Россия).
В сезонах 2006-07, 2007-08 и 2008-09 играл за клуб латвийской хоккейной лиги «АСК-Огре» (en:ASK/Ogre). Признан лучшим нападающим Латвийской хоккейной лиги сезона 2006-07.
В 2010 году играл за клуб ХК «Латгале».
Выступал за сборную Латвии с момента её создания осенью 1992 года до весны 2004 года (на чемпионате мира в Чехии).
Тренировал юношескую команду «Драгуны» из подмосковного Можайска. С августа 2015 года тренировал фарм-клуб жлобинского «Металлурга».
В 1989 году женился на Маргарите Новиковой. В 1990 году родился сын Александр — хоккеист и тренер.